# Buanajaya (Bantargadung)
Buanajaya is een bestuurslaag in het regentschap Sukabumi van de provincie West-Java, Indonesië. Buanajaya telt 2527 inwoners (volkstelling 2010).